# Dziersławice
Dziersławice – wieś w Polsce położona w województwie lubuskim, w powiecie gorzowskim, w gminie Deszczno.
W latach 1975–1998 miejscowość administracyjnie należała do województwa gorzowskiego.
Wieś połączona jest z Gorzowem WIelkopolskim linią MZK.

## Historia
Pierwszą nazwą wsi było Hagen, od nazwiska niemieckiego ministra. Podczas II wojny światowej Derslawice, a obecnie Dziersławice. W końcu XIX wieku był tu kościół. Pozostał cmentarz, obecnie większość grobów zniszczona. Wieś położona przy lokalnej drodze między Boleminem i Glinikiem, na południe od Białobłocia.
Została założona w 1770 r. jako kolonia dla 15 rodzin, które otrzymały po 40 mórg ziemi. Koloniści dostali po 6 lat wolnizny, ale za to domy musieli wystawić sobie sami.
Niemiecka nazwa Hagen pochodzi od nazwiska ministra von Hagena.
W 1784 r. wieś liczyła 121 mieszkańców, a w 1861 r. – 220 w 32 domach.
Dawny kościół szachulcowy bez wieży został w latach 90. XIX wieku rozbudowany, obecnie nie istnieje.
W 1925 r. ludność zmniejszyła się do 155, a w 1933 r. do 136 osób. Wieś posiadała wówczas 163 ha ziemi.
Po wyzwoleniu „Derslawice” były wsią gromadzką w gminie Zieleniec.
Od 1947 r. obowiązuje obecna nazwa.
Od 1954 r. wieś podlegała Gr.RN w Krasowcu.
Aktualnie w Dziersławicach mieszka 112 osób, a powierzchnia wsi to 165 ha.